# Discothyrea velutina
Discothyrea velutina är en myrart som först beskrevs av Wheeler 1916.  Discothyrea velutina ingår i släktet Discothyrea och familjen myror. Inga underarter finns listade i Catalogue of Life.

## Bildgalleri

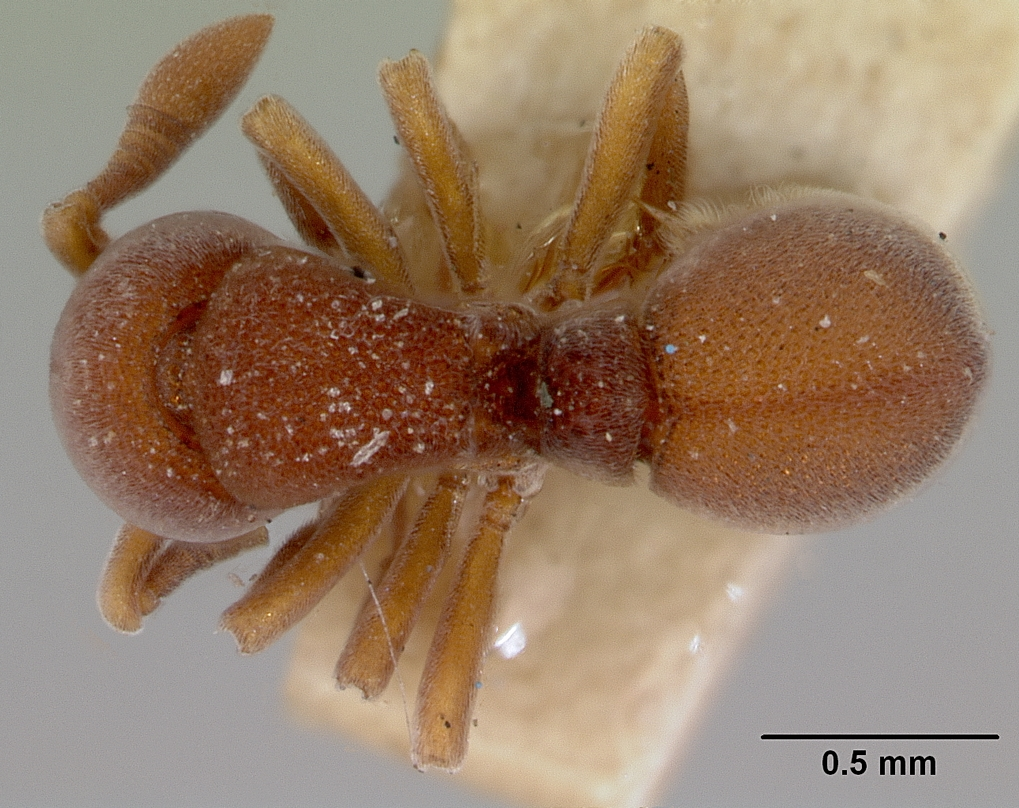
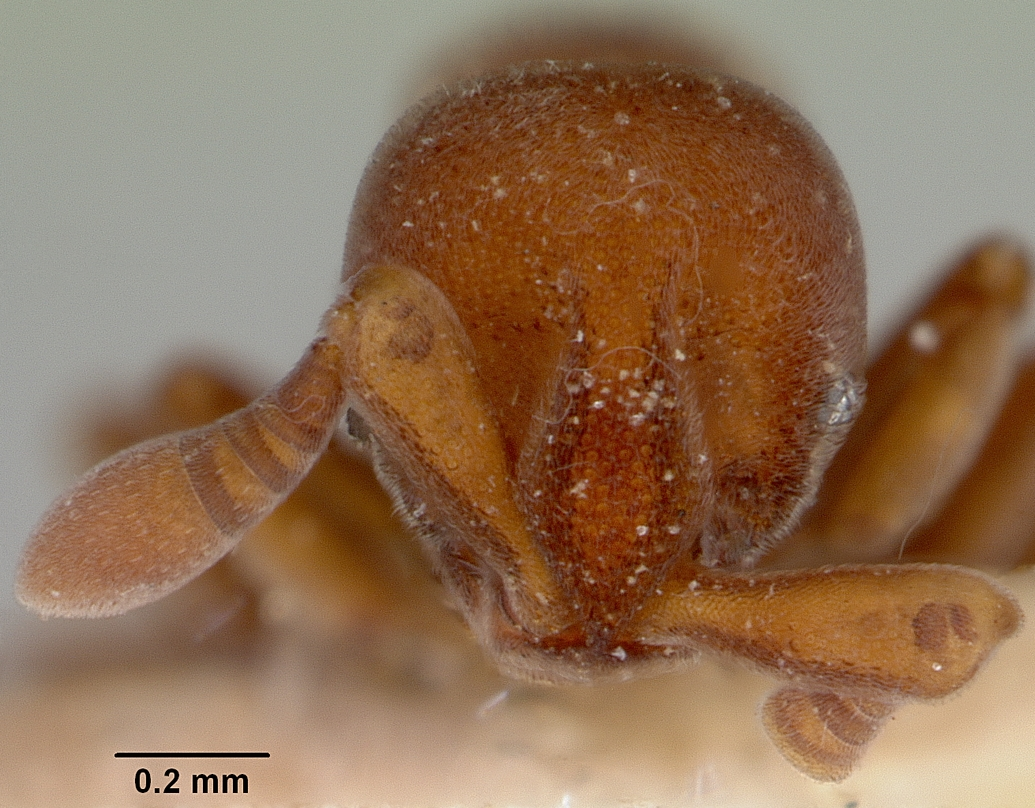
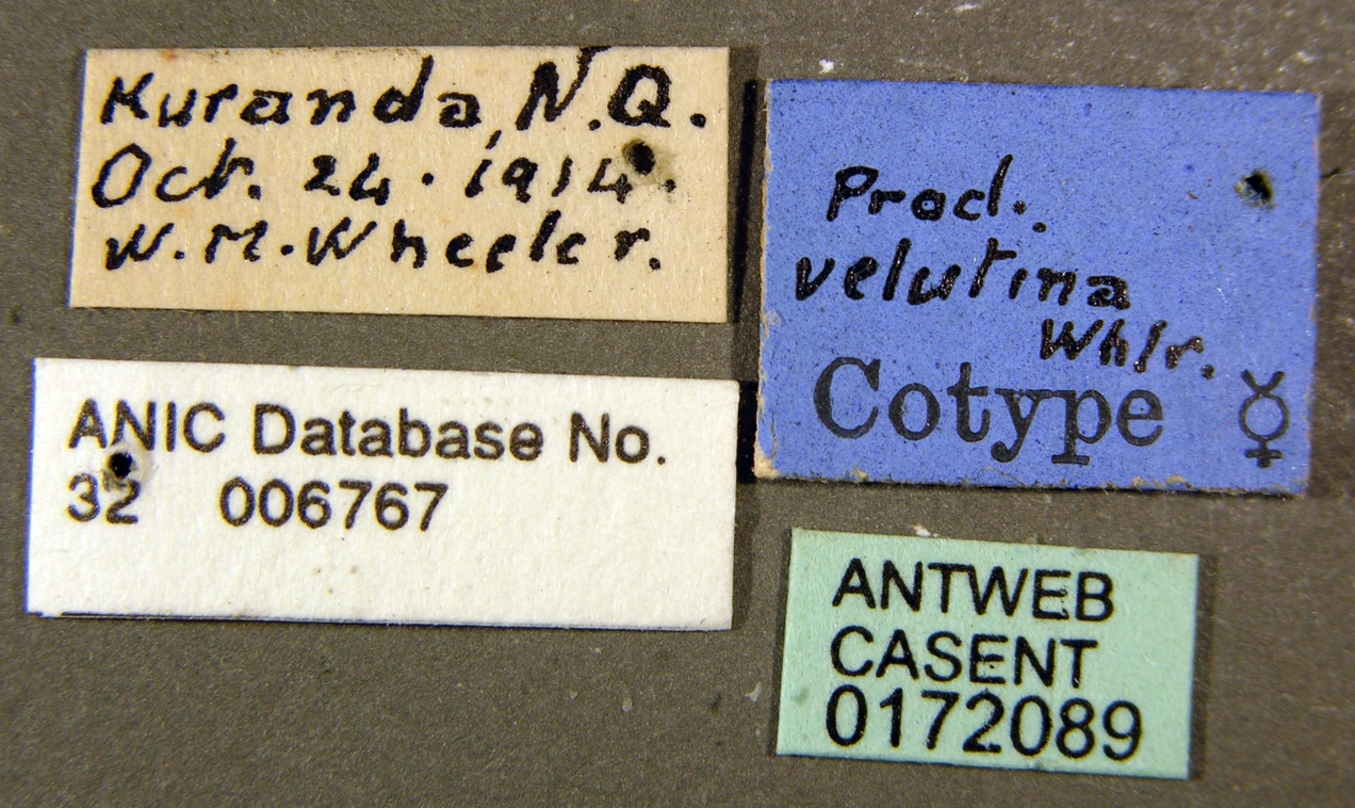
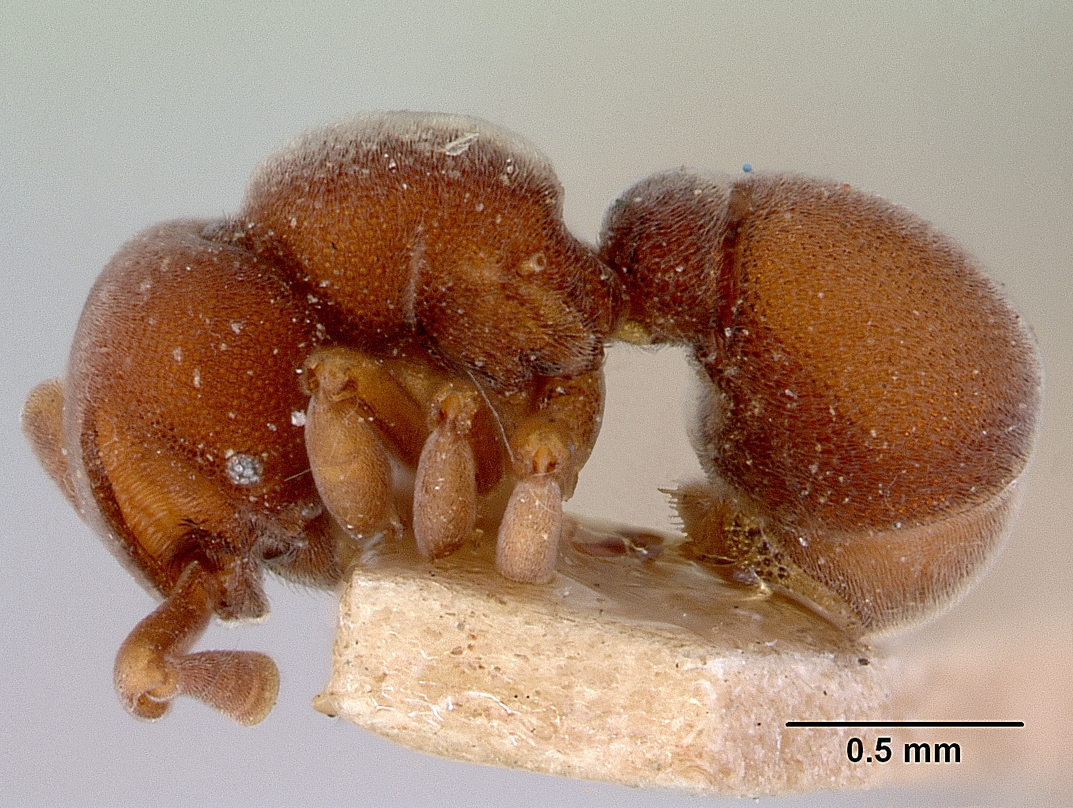